# Fuikvaart
De Fuikvaart is een vaart in de Nederlandse gemeente Haarlem. De vaart is omstreeks het jaar 1250 aangelegd en verbond samen met de huidige Zomervaart het Spieringermeer, dat later onderdeel werd van de Haarlemmermeer, met het Spaarne. De vaart diende als afwatering en vervoersweg tussen de twee waterlichamen.
In het Burgemeester Reinaldapark vormt de kunstmatig gegraven Fuikplas de verbinding tussen de Fuikvaart en de Zomervaart.
In het begin van de twintigste eeuw bestonden er plannen om daar waar de Fuikvaart uitmondt in de Ringvaart het Fort aan de Fuikvaart te bouwen als onderdeel van de Stelling van Amsterdam.